# Profilo scanalato

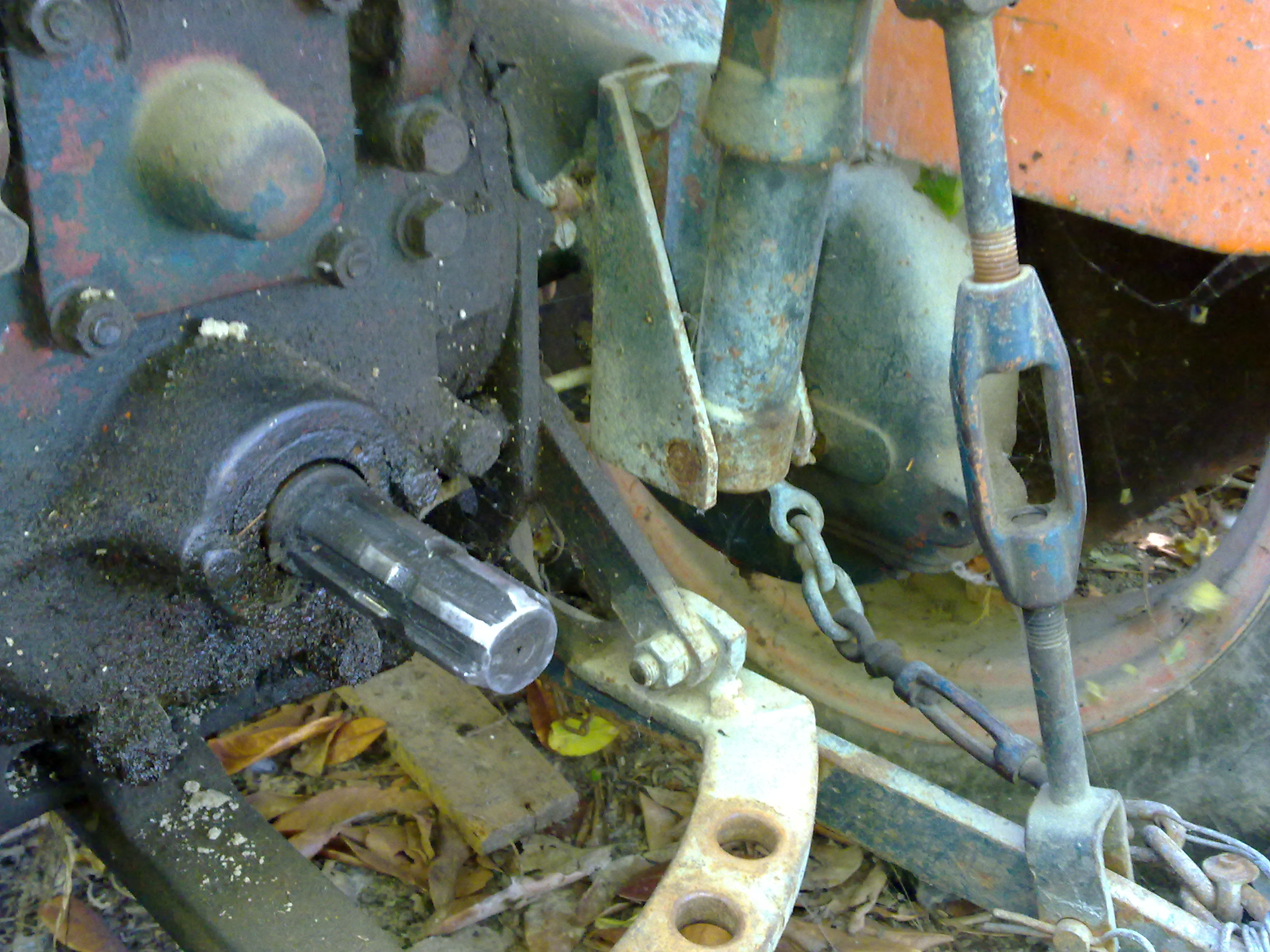
Albero a profilo scanalato. La presa di potenza di questo trattore FIAT è un albero motore a profilo scanalato con denti a fianchi paralleli

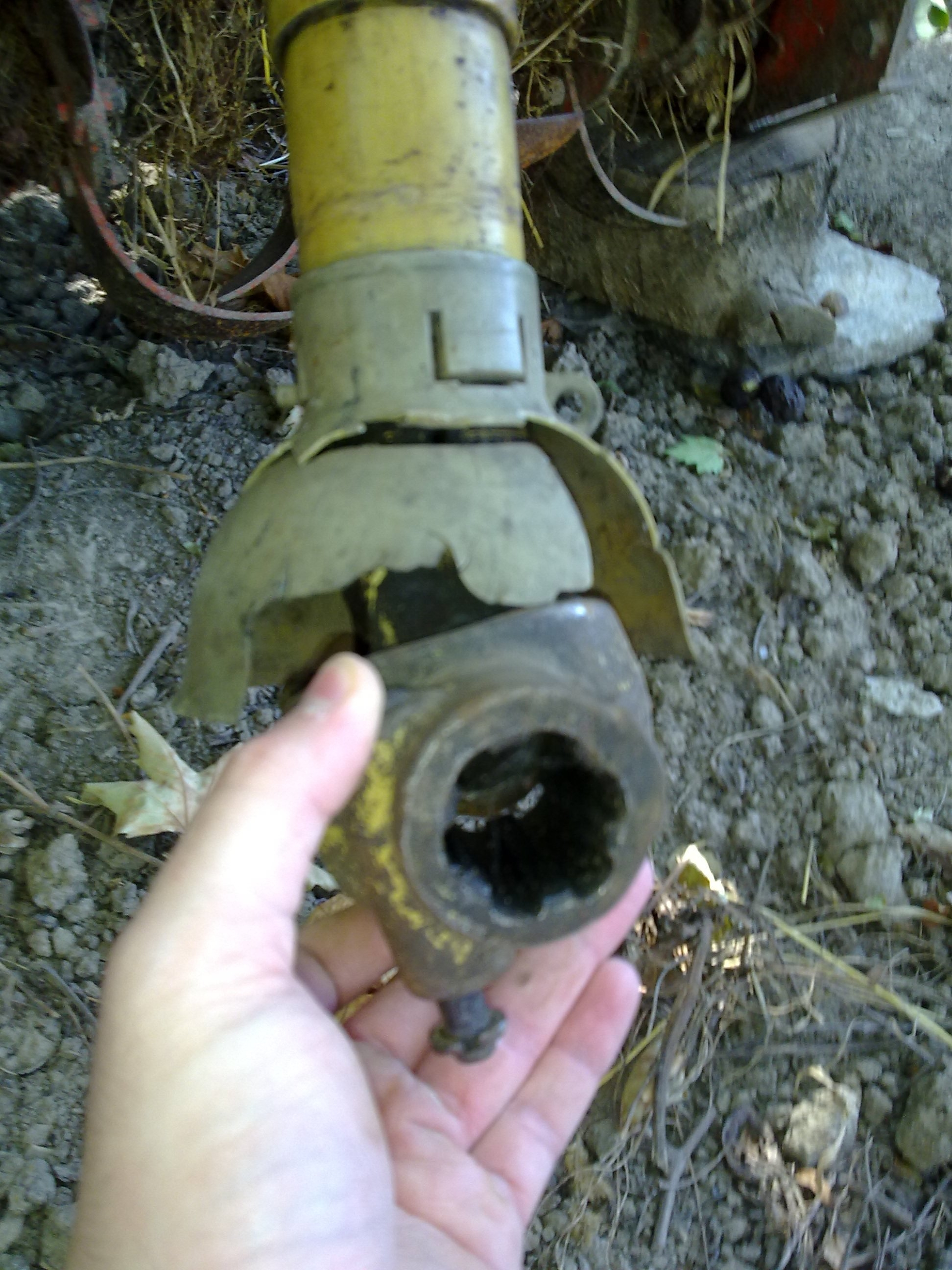
Mozzo a profilo scanalato del giunto Cardànico.

I profili scanalati sono molto utilizzati nell'industria meccanica e trovano impiego in tutte quelle applicazioni che richiedono la trasmissione di coppia motrice tra due membri di un meccanismo, come nel caso di ingranaggi per cambi di velocità, comandi ausiliari, accoppiamenti albero motore - mozzo, ecc. Nell'accoppiamento tra profili scanalati, un membro presenta una dentatura particolare, costituita da denti disposti radialmente al profilo e che vanno ad inserirsi negli spazi vuoti ricavati nell'altro membro.
Le lavorazioni meccaniche che consentono di ottenere il pezzo finito sono la rullatura, la brocciatura e la lavorazione per asportazione di truciolo, mentre il materiale principale con cui essi sono realizzati è l'acciaio, soprattutto acciaio legato al Carbonio e acciaio inox.
Sono di solito trattati termicamente mediante tempra superficiale o mediante carbocementazione o nitrurazione.
Ne esistono due tipi, a denti con fianchi paralleli o a denti a fianchi ad evolvente, a seconda della geometria del profilo del dente e del numero dei denti presente.
Un tipico accoppiamento tra profili scanalati si può concretizzare nel collegamento di un albero motore scanalato con il rispettivo mozzo, altrettanto scanalato; una certa tolleranza (gioco) consente di inserire l'albero nel mozzo con estrema facilità.

## Vantaggi
L'accoppiamento tra profili scanalati presenta i seguenti vantaggi rispetto all'accoppiamento tramite linguetta:
- Facile smontaggio e rimontaggio dei membri
- Scorrimento guidato del mozzo sull'albero
- Nessun indebolimento dell'albero
- Maggiore durata degli organi (le linguette tendono a rompersi a taglio)
- Possibilità di trasferire un momento torcente maggiore specialmente con i profili ad evolvente.

Tali accoppiamenti sono molto utilizzati nel settore agricolo; infatti il collegamento tra la presa di potenza del trattore ed il mozzo del giunto Cardànico dell'accessorio agricolo è proprio un accoppiamento tra profili scanalati.

## Svantaggi
Questo tipo di accoppiamento presenta principalmente un difetto: il costo elevato di produzione, infatti:
- Il mozzo deve essere lavorato per brocciatura
- L'albero necessita di una lavorazione lunga
- Questi due organi devono essere coassiali tra di loro

L'ultima parte è quella più delicata, in quanto una corretta centratura evita vibrazioni e usura, questa centratura si ottiene lavorando i punti a contatto tra albero e mozzo.